# Тхеквондо на літніх Олімпійських іграх 2020
Змагання з тхеквондо на літніх Олімпійських іграх 2020 пройшли з 24 по 27 липня 2021 року в Токіо. Було розіграно 8 комплектів медалей: у чотирьох вагових категоріях для чоловіків і в чотирьох для жінок.

Makuhari Messe

## Кваліфікація
Розподіл квот у кожній ваговій категорії відбувся за наступним принципом: 
- 6 ліцензій отримали спортсмени згідно з олімпійським кваліфікаційним рейтингом, який опублікує Всесвітня федерація тхеквондо (World Taekwondo) станом на 7 грудня 2020 року.
- 2 ліцензії розіграно на Африканському, Азійському, Панамариканському, Європейському кваліфікаційних турнірах, на Океанському кваліфікаційному турнірі буде розіграна 1 ліцензія
- 1 ліцензію зарезервовано для країни-господарки Японії або на запрошення від Трьохсторонньої комісії
- Японія гарантовано має представництво чотирьох спортсменів (двох чоловіків та двох жінок)

Європейський кваліфікаційний турнір відбувся 7-9 травня у місті Софія (Болгарія). У кожній ваговій категорії змагалися по 16 спортсменів. Загалом участь взяли 128 спортсменів, по 64 чоловіків та жінок. Від України участь взяли Ірина Ромолданова (-49 кг), Тетяна Тетеревятнікова (-67 кг), Денис Вороновський (-80 кг) та Владислав Бондар (+80 кг). Виступ української збірної виявився невдалим: жоден спортсмен не отримав права на участь в Іграх. 

## Розклад змагань[2][3]
| Дисципліна↓/Дата →     | 24 липня | 25 липня | 26 липня | 27 липня |
| ---------------------- | -------- | -------- | -------- | -------- |
| До 58 кг (чоловіки)    | Ф        |          |          |          |
| До 68 кг (чоловіки)    |          | Ф        |          |          |
| До 80 кг (чоловіки)    |          |          | Ф        |          |
| Понад 80 кг (чоловіки) |          |          |          | Ф        |
| До 49 кг (жінки)       | Ф        |          |          |          |
| До 57 кг (жінки)       |          | Ф        |          |          |
| До 67 кг (жінки)       |          |          | Ф        |          |
| Понад 67 кг (жінки)    |          |          |          | Ф        |

## Медалісти

### Чоловіки
| Вагова категорія | Золото                 | Срібло                        | Бронза                  |
| ---------------- | ---------------------- | ----------------------------- | ----------------------- |
| до 58 кг         | Віто Дель'Аквіла (ITA) | Мохамед Халіль Джендубі (TUN) | Михайло Артамонов (OAR) |
| до 58 кг         | Віто Дель'Аквіла (ITA) | Мохамед Халіль Джендубі (TUN) | Джанг Джун (KOR)        |
| до 68 кг         | Улугбек Рашитов (UZB)  | Бредлі Сінден (GBR)           | Хакан Речбер (TUR)      |
| до 68 кг         | Улугбек Рашитов (UZB)  | Бредлі Сінден (GBR)           | Чжао Шуай (CHN)         |
| до 80 кг         | Максим Храмцов (ROC)   | Салех Аль-Шарабаті (JOR)      | Тоні Канает (CRO)       |
| до 80 кг         | Максим Храмцов (ROC)   | Салех Аль-Шарабаті (JOR)      | Сеїф Ейсса (EGY)        |
| понад 80 кг      | Владислав Ларін (ROC)  | Деян Георгієвський (MKD)      | Ін Кьо Дон (KOR)        |
| понад 80 кг      | Владислав Ларін (ROC)  | Деян Георгієвський (MKD)      | Рафаель Альба (CUB)     |

### Жінки
| Вагова категорія | Золото                       | Срібло               | Бронза                     |
| ---------------- | ---------------------------- | -------------------- | -------------------------- |
| до 49 кг         | Паніпак Вонгпаттанакіт (THA) | Адріана Сересо (ESP) | Авішаг Семберг (ISR)       |
| до 49 кг         | Паніпак Вонгпаттанакіт (THA) | Адріана Сересо (ESP) | Тіяна Богданович (SRB)     |
| до 57 кг         | Анастасія Золотич (USA)      | Тетяна Мініна (ROC)  | Ло Цзялін (TPE)            |
| до 57 кг         | Анастасія Золотич (USA)      | Тетяна Мініна (ROC)  | Хатідже Кюбра Ільгюн (TUR) |
| до 67 кг         | Матеа Єлич (CRO)             | Лорен Вільямс (GBR)  | Рут Гбагбі (CIV)           |
| до 67 кг         | Матеа Єлич (CRO)             | Лорен Вільямс (GBR)  | Хедайя Малак (EGY)         |
| понад 67 кг      | Милиця Мандич (SRB)          | Лі Да Бін (KOR)      | Альтеа Лорен (FRA)         |
| понад 67 кг      | Милиця Мандич (SRB)          | Лі Да Бін (KOR)      | Б'янка Волкден (GBR)       |